# Out of the Cellar
Out of the Cellar — дебютный альбом глэм-метал группы Ratt, изданный в 1984 году.
Out of the Cellar включает самый известный хит Ratt «Round and Round». Он также содержит другие синглы, которые показали хорошие результаты в чартах, такие как «Wanted Man», «Lack of Communication» и перезаписанную версию «Back for More». Последняя песня первоначально появились на Ratt ЕР. На обложке изображена модель Тони Китэйн, более известна своими появлениями в клипах Whitesnake. Альбом достиг 7 строчки в Billboard 200.
В связи с 40-летием альбома в 2024 году BMG (в партнерстве с Rhino) переиздает Out of the Cellar в формате CD и виниловой версии ограниченным тиражом, обе версии включают ранее не издававшийся трек «Reach for the Sky».

## Значение
В марте 2023 года группа авторов американского издания Rolling Stone включила композицию «Round and Round» данного альбома в список «100 величайших хеви-метал песен всех времён». В этом рейтинге она заняла 20-ю позицию, заметку о ней составил Джей Ди Консидайн.

## Список композиций
| №   | Название                | Автор(ы)                                                  | Длительность |
| --- | ----------------------- | --------------------------------------------------------- | ------------ |
| 1.  | «Wanted Man»            | Кристофанилли, Пирси, Кросби                              | 3:37         |
| 2.  | «You’re in Trouble»     | ДеМартини, Кросби, Пирси, Джейк И Ли (на диске не указан) | 3:16         |
| 3.  | «Round and Round»       | ДеМартини, Кросби, Пирси                                  | 4:22         |
| 4.  | «In Your Direction»     | Пирси                                                     | 3:30         |
| 5.  | «She Wants Money»       | Круасье                                                   | 3:04         |
| 6.  | «Lack of Communication» | Круасье, Пирси                                            | 3:52         |
| 7.  | «Back for More»         | Пирси, Кросби                                             | 3:42         |
| 8.  | «The Morning After»     | ДеМартини, Пирси, Кросби                                  | 3:30         |
| 9.  | «I’m Insane»            | Кросби                                                    | 2:54         |
| 10. | «Scene of the Crime»    | Кросби, Круасье                                           | 4:54         |

## Участники записи
- Стивен Пирси — вокал
- Уоррен Демартини — соло и ритм-гитара
- Роббин Кросби — соло и ритм-гитара (соло в «She Wants Money», «Scene of the Crime», «Lack of Communication», и второе соло в «Wanted Man»)
- Хуан Круасье — бас-гитара
- Бобби Блотцер — ударные

## Сертификации
| Страна | Провайдер | Статус       |
| ------ | --------- | ------------ |
| США    | RIAA      | 3×Платиновый |